# Psolus ascidiiformis
Psolus ascidiiformis is een zeekomkommer uit de familie Psolidae.
De wetenschappelijke naam van de soort werd in 1912 gepubliceerd door K. Mitsukuri.